# Oculinaria australis
Oculinaria australis är en sjöpungsart som beskrevs av Gray 1868. Oculinaria australis ingår i släktet Oculinaria och familjen Styelidae. Inga underarter finns listade i Catalogue of Life.